# Juventus Football Club 1949-1950
Questa voce raccoglie le informazioni riguardanti la Juventus Football Club nelle competizioni ufficiali della stagione 1949-1950.

## Stagione
(Adalberto Bortolotti, 31 maggio 1995)

In Fiorentina-Juventus del 15 gennaio 1950, Carlo Parola realizzò la sua più famosa rovesciata.

All'indomani della tragedia di Superga, Gianni Agnelli, dal 1947 presidente bianconero, promise «sulle ceneri del Grande Torino che la città avrebbe avuto presto un nuovo squadrone». Dopo una ristrutturazione societaria attraverso cui la Juventus divenne un'azienda indipendente con capitale privato a responsabilità limitata, con la famiglia Agnelli quale azionista di maggioranza, sul versante sportivo, per riportare sopra le maglie bianconere uno scudetto che mancava ormai da un quindicennio, l'Avvocato chiese lumi all'amico Stanley Rous, dirigente della Football Association, il quale gli consigliò come manager coach il trentottenne Jesse Carver. L'inglese, anche grazie alle innovazioni tattiche che importò dal football d'oltremanica — oltre a nuovi metodi d'allenamento, sarà soprattutto il primo ad applicare nel calcio italiano la marcatura a zona, rifuggendo dalle teorie che all'epoca andavano per la maggiore tra i colleghi della penisola —, riuscì a far rendere al meglio una Juventus che, in questa stagione, venne profondamente ridisegnata.

Il neoacquisto Rinaldo Martino, argentino dalla «pelle olivastra, il sorriso, pieno ed accecante, [e] due cosce ipertrofiche [che] lo fanno notare al volo, in mezzo al campo», non patì problemi di adattamento al calcio europeo siglando 18 gol in 33 gare.

Fatta salva la conferma dell'efficace tandem offensivo composto da Boniperti, ormai sempre meno «centravanti puro» e sempre più «attaccante di movimento», e dal danese Hansen «fortissimo di testa e con un sinistro prepotente», la squadra si rinnovò sul mercato con il ritorno in pianta stabile del valido portiere Viola, reduce da un triennio di prestiti, cui seguirono gli acquisti del terzino Bertuccelli, del mediano Piccinini, «finto centravanti» a sostegno in realtà del reparto arretrato, dell'estroso interno argentino Martino, «luminoso nella genialità dell'impostazione come nella capacità di realizzazione», e dello scandinavo Præst capace di giostrare sia da centravanti sia da ala; questi andarono a inserirsi in un'intelaiatura che già vedeva lo stopper Parola, l'interdittore Mari, l'esterno Manente e la guizzante ala Muccinelli.
Il gioco a zona voluto da Carver diede presto vita a un collettivo dal calcio spettacolare, dalla retroguardia non ermetica ma all'inverso dal prolifico attacco, a segno «in tutti i modi e praticamente con tutti gli uomini in organico, portiere escluso» — saranno ben 100 i gol bianconeri a fine stagione —, grazie all'idea del tecnico di sparigliare il campo con due diverse direttrici offensive: la prima, più ragionata, giocata sulla profondità data dall'asse Martino-Boniperti, con l'oriundo a suggerire e l'italiano a concludere a rete, mentre la seconda basata su più semplici lanci lunghi, per gli affondi di Praest o i fraseggi tra l'assist man Muccinelli e il finalizzatore Hansen. Per supportare la mole di gioco espressa dal quintetto d'attacco, la retroguardia vide spesso il quasi trentenne Parola, ormai sempre meno scattante, sopperire a tale pecca arretrando il proprio raggio d'azione per lasciare all'accorrente Mari la marcatura del centravanti avversario, e con la coppia Martino-Muccinelli a scalare di conseguenza in ruoli di copertura; un escamotage tattico che, di fatto, trasformò l'uomo della rovesciata in uno dei primi esempi di libero nella storia del calcio.

I festeggiamenti di squadra e tifosi juventini dopo la vittoria del campionato

Con gli equilibri del campionato drasticamente rivoluzionati dalla scomparsa dei granata dominatori del precedente lustro, la Juventus si ritrovò a battagliare per il tricolore con uno dei Milan più quotati della storia, quello del Gre-No-Li «al massimo splendore». In testa alla classifica per l'intera stagione, la formazione piemontese fece suo abbastanza facilmente il simbolico titolo di campione d'inverno con tre turni di anticipo, il 26 dicembre 1949 — a corollario di una striscia iniziale di 17 risultati utili, un record societario che sarà superato solo sessantadue anni dopo —, battendo a domicilio il Bologna e lasciando gli inseguitori rossoneri distanti sei lunghezze.
Tuttavia la squadra bianconera incappò in un periodo di appannamento al giro di boa del torneo, segnato dalle sconfitte casalinghe di gennaio contro Lucchese e Lazio. In questo frangente la dirigenza ritenne di concedere alla rosa una breve vacanza «rigeneratrice» sulla riviera ligure; tuttavia tale decisione, nell'imminenza dello scontro diretto con i rivali rossoneri, ebbe l'esito contrario sfociando nella pesante sconfitta interna per 1-7 del 5 febbraio 1950 — tuttora il peggiore rovescio casalingo subito dai bianconeri a opera dei meneghini, peraltro nel primo incontro calcistico a essere trasmesso nel Paese dall'ancora sperimentale televisione italiana — che riportò gli uomini di Lajos Czeizler a un solo punto dall'undici di Carver. Ciò nonostante i torinesi seppero riprendersi, piazzando da qui l'allungo decisivo verso un titolo matematicamente conquistato il 14 maggio, con due giornate di anticipo, grazie al 3-2 del Comunale al Bologna.
Fu l'ottavo scudetto della sua storia per una camaleontica squadra bianconera, dapprima «rullo compressore» in avvio, poi «rocciosa» nel periodo più delicato dell'annata, e infine nuovamente «agile ed energica» nello sprint conclusivo grazie ai frutti del grande lavoro atletico voluto dal suo allenatore: come riassunse a posteriori Boniperti, «forse la Juventus più forte che abbia a ricordare».

## Divise
| Casa | Trasferta | 1ª portiere |

## Organigramma societario
Area direttiva
- Presidente: Gianni Agnelli

Area tecnica
- Allenatore: Jesse Carver

## Rosa

Un altro neoacquisto di stagione, il danese Karl Aage Præst (in alto), in allenamento al Campo Combi con Giampiero Boniperti (in basso).

| N. |                      | Ruolo | Calciatore          |
| -- | -------------------- | ----- | ------------------- |
|    | Italia (bandiera)    | P     | Filippo Cavalli     |
|    | Italia (bandiera)    | P     | Giovanni Viola      |
|    | Italia (bandiera)    | D     | Alberto Bertuccelli |
|    | Italia (bandiera)    | D     | Sergio Manente      |
|    | Italia (bandiera)    | D     | Pietro Rava         |
|    | Italia (bandiera)    | C     | Romolo Bizzotto     |
|    | Italia (bandiera)    | C     | Giacomo Mari        |
|    | Argentina (bandiera) | C     | Rinaldo Martino     |
|    | Italia (bandiera)    | C     | Carlo Parola        |

| N. |                      | Ruolo | Calciatore          |
| -- | -------------------- | ----- | ------------------- |
|    | Italia (bandiera)    | C     | Alberto Piccinini   |
|    | Italia (bandiera)    | A     | Giampiero Boniperti |
|    | Danimarca (bandiera) | A     | John Hansen         |
|    | Italia (bandiera)    | A     | Amos Mariani        |
|    | Italia (bandiera)    | A     | Ermes Muccinelli    |
|    | Danimarca (bandiera) | A     | Karl Aage Præst     |
|    | Italia (bandiera)    | A     | Ermanno Scaramuzzi  |
|    | Italia (bandiera)    | A     | Pasquale Vivolo     |

## Risultati

### Serie A

#### Girone di andata
| Arbitro: | Marchetti (Milano) |

|                                                |           |                                   |
| Boniperti 38’ Martino 40’ Hansen 66’, 70’, 78’ | Marcatori | 57’ Dalla Torre 85’ (rig.) Giusti |

| Arbitro: | Galeati (Bologna) |

|           |           |                                  |
| Nyers 56’ | Marcatori | 41’ Martino 61’ Hansen 76’ Præst |

| Arbitro: | Longagnani (Modena) |

|                                                   |           |  |
| Hansen 31’ Præst 52’ Piccinini 55’ Muccinelli 81’ | Marcatori |  |

| Arbitro: | Dattilo (Roma) |

|  |           |             |
|  | Marcatori | 51’ Martino |

| Arbitro: | Scotto (Savona) |

|                                    |           |  |
| Martino 50’, 72’ Hansen 75’ (rig.) | Marcatori |  |

| Arbitro: | Orlandini (Roma) |

|                                      |           |                               |
| Sørensen 52’ K. A. Hansen 66’ (rig.) | Marcatori | 17’ (rig.) Mari 56’ Boniperti |

| Arbitro: | Coppolone (Bari) |

|            |           |  |
| Parola 19’ | Marcatori |  |

| Arbitro: | Gemini (Roma) |

|               |           |                       |
| Formentin 31’ | Marcatori | 9’ Hansen 72’ Martino |

| Arbitro: | Scotto (Savona) |

|                           |           |                     |
| Parola 22’ Muccinelli 50’ | Marcatori | 1’ Ghiandi 41’ Stua |

| Arbitro: | Gemini (Roma) |

|                 |           |                                      |
| Carapellese 63’ | Marcatori | 16’ Hansen 17’ Boniperti 86’ Martino |

| Arbitro: | Pieri (Trieste) |

|                                      |           |                        |
| Hansen 30’ (rig.), 59’ Piccinini 75’ | Marcatori | 14’ Wilkes 18’ Lorenzi |

| Arbitro: | Orlandini (Roma) |

|  |           |                     |
|  | Marcatori | 21’, 47’, 69’ Præst |

| Arbitro: | Valsecchi (Milano) |

|                                                |           |                   |
| Præst 7’, 89’ Martino 18’, 70’, 88’ Vivolo 32’ | Marcatori | 76’, 79’ Vycpálek |

| Arbitro: | Galeati (Bologna) |

|  |           |                            |
|  | Marcatori | 5’ Martino 37’ (rig.) Mari |

| Arbitro: | G. Bernardi (Bologna) |

|                                       |           |  |
| Muccinelli 84’ Hansen 86’ Martino 90’ | Marcatori |  |

| Arbitro: | Tassini (Verona) |

|                       |           |                         |
| Alberico 5’ Piola 56’ | Marcatori | 19’, 22’, 73’ Boniperti |

| Arbitro: | Agnolin (Bassano del Grappa) |

|  |           |                                          |
|  | Marcatori | 3’, 12’ Martino 62’ Hansen 82’ Boniperti |

| Arbitro: | Bellè (Venezia) |

|             |           |                       |
| Martino 17’ | Marcatori | 28’ Mazza 89’ Kincses |

| Arbitro: | Dattilo (Roma) |

|          |           |  |
| Mari 23’ | Marcatori |  |

#### Girone di ritorno
| Firenze 15 gennaio 1950, ore 14:30 CET 20ª giornata | Fiorentina            | 0 – 0 referto | Juventus | Stadio Comunale\| Arbitro: \| G. Bernardi (Bologna) \| |
| Arbitro:                                            | G. Bernardi (Bologna) |               |          |                                                        |

| Arbitro: | Galeati (Bologna) |

|            |           |                  |
| Hansen 38’ | Marcatori | 20’, 28’ Flamini |

| Bari 29 gennaio 1950, ore 14:30 CET 22ª giornata | Bari          | 0 – 0 referto | Juventus | Stadio della Vittoria\| Arbitro: \| Gemini (Roma) \| |
| Arbitro:                                         | Gemini (Roma) |               |          |                                                      |

| Arbitro: | Galeati (Bologna) |

|            |           |                                                                     |
| Hansen 12’ | Marcatori | 15’, 26’, 49’ Nordahl 23’ Gren 24’ Liedholm 70’ Burini 84’ Candiani |

| Arbitro: | Orlandini (Roma) |

|                     |           |                               |
| Blason 4’ Begni 69’ | Marcatori | 43’, 59’ Hansen 46’ Boniperti |

| Arbitro: | Tassini (Verona) |

|                             |           |  |
| J. Hansen 36’ Boniperti 64’ | Marcatori |  |

| Arbitro: | Massai (Pisa) |

|            |           |                                      |
| Capelli 8’ | Marcatori | 51’, 69’, 86’ Martino 53’ Muccinelli |

| Arbitro: | Bellè (Venezia) |

|                                                            |           |                      |
| Hansen 9’, 36’ Muccinelli 23’ Præst 48’, 50’ Boniperti 76’ | Marcatori | 37’ (rig.) Pellicari |

| Arbitro: | Bellè (Venezia) |

|                             |           |                                                       |
| Mari 26’ (aut.) Ghiandi 52’ | Marcatori | 8’, 21’ Muccinelli 74’ Hansen 80’, 85’, 86’ Boniperti |

| Arbitro: | Dattilo (Roma) |

|                                             |           |                                      |
| Muccinelli 7’ Hansen 34’ Boniperti 42’, 67’ | Marcatori | 6’ Bengtsson 25’ Frizzi 79’ Giuliano |

| Arbitro: | Galeati (Bologna) |

|                                          |           |                                          |
| Bertuccelli 32’ (aut.) Parola 90’ (aut.) | Marcatori | 19’, 65’ Hansen 55’ Præst 77’ Muccinelli |

| Arbitro: | Tassini (Verona) |

|                                       |           |          |
| Muccinelli 36’ Hansen 46’, 84’ (rig.) | Marcatori | 5’ Pozzi |

| Palermo 16 aprile 1950, ore 15:30 CET 32ª giornata | Palermo           | 0 – 0 referto | Juventus | Stadio La Favorita\| Arbitro: \| Galeati (Bologna) \| |
| Arbitro:                                           | Galeati (Bologna) |               |          |                                                       |

| Arbitro: | Marchetti (Milano) |

|                                              |           |  |
| Hansen 41’ Boniperti 45’, 54’ Muccinelli 56’ | Marcatori |  |

| Arbitro: | Agnolin (Bassano del Grappa) |

|          |           |  |
| Zecca 6’ | Marcatori |  |

| Arbitro: | G. Bernardi (Bologna) |

|                |           |                  |
| Muccinelli 35’ | Marcatori | 16’ Spadavecchia |

| Arbitro: | Orlandini (Roma) |

|                           |           |                           |
| Hansen 31’, 40’ Præst 47’ | Marcatori | 44’ Jensen 48’ Cervellati |

| Arbitro: | Bellè (Venezia) |

|             |           |                        |
| Kincses 31’ | Marcatori | 25’ Mari 66’ Boniperti |

| Arbitro: | Guarda (Venezia) |

|  |           |                                        |
|  | Marcatori | 42’ Muccinelli 78’, 79’, 84’ Boniperti |

## Statistiche

### Statistiche di squadra[15]
| Competizione | Punti | In casa | In casa | In casa | In casa | In casa | In casa | In trasferta | In trasferta | In trasferta | In trasferta | In trasferta | In trasferta | Totale | Totale | Totale | Totale | Totale | Totale | DR  |
| Competizione | Punti | G       | V       | N       | P       | Gf      | Gs      | G            | V            | N            | P            | Gf           | Gs           | G      | V      | N      | P      | Gf     | Gs     | DR  |
| ------------ | ----- | ------- | ------- | ------- | ------- | ------- | ------- | ------------ | ------------ | ------------ | ------------ | ------------ | ------------ | ------ | ------ | ------ | ------ | ------ | ------ | --- |
| Serie A      | 62    | 19      | 14      | 2       | 3       | 54      | 27      | 19           | 11           | 4            | 1            | 46           | 16           | 38     | 28     | 6      | 4      | 100    | 43     | +57 |

### Statistiche dei giocatori[16]
| Giocatore      | Serie A  | Serie A |
| Giocatore      | Presenze | Reti    |
| -------------- | -------- | ------- |
| A. Bertuccelli | 36       | 0       |
| R. Bizzotto    | 8        | 0       |
| G. Boniperti   | 35       | 21      |
| F. Cavalli     | 1        | 0       |
| J. Hansen      | 37       | 28      |
| S. Manente     | 35       | 0       |
| G. Mari        | 38       | 4       |
| A. Mariani     | 1        | 0       |
| R. Martino     | 33       | 18      |
| E. Muccinelli  | 34       | 13      |
| C. Parola      | 35       | 2       |
| A. Piccinini   | 32       | 2       |
| K. A. Præst    | 37       | 11      |
| P. Rava        | 6        | 0       |
| E. Scaramuzzi  | 3        | 0       |
| G. Viola       | 37       | -43     |
| P. Vivolo      | 10       | 1       |